# Avenir sportif de Bédarrides Châteauneuf-du-Pape
Maillots
Actualités
Dernière mise à jour : 14 juin 2022.
L'Avenir sportif de Bédarrides Châteauneuf-du-Pape est un club français de rugby à XV représentant les villes de Bédarrides et de Châteauneuf-du-Pape.
Le club évolue en Nationale 2.

## Histoire

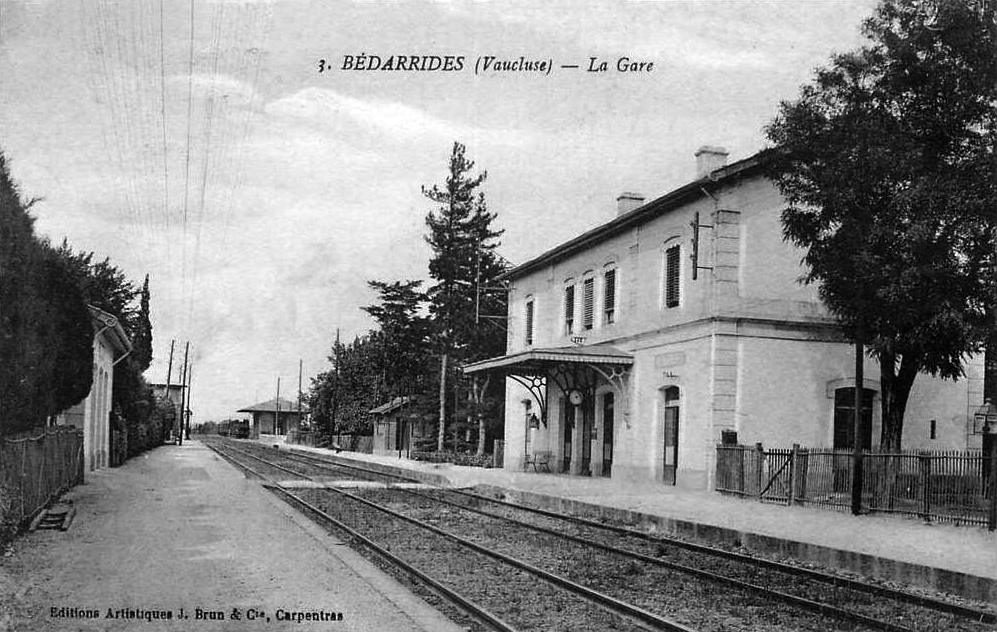
Bédarrides au siècle dernier.

### Premiers pas du rugby à Bédarrides
Le premier club de rugby de la ville de Bédarrides est né en 1915, sous le nom d'Association sportive de Bédarrides. Les couleurs adoptées sont le vert et le noir. Les activités de la section rugby sont suspendues avec la Première Guerre mondiale.

### 1923: création du club
En 1923, les sociétés sportives de l'Union sportive société de tir (créée en 1908 par Léon Delègue) et de l'Avenir de Bédarrides (créé en 1916 par Roger Chevalier) fusionnent sous l'impulsion de Charles Bérard afin de créer l'Avenir sportif de Bédarrides.
- 1957 : Accession en 3e division.
- 1968 : Accession en 2e division.
- 1978 : Accession en 1re division groupe B
- 1993 : Troisième montée en 1re division B
- 2001 : 1/8 de finale du championnat de France Nationale 1.
- 2002 : 1/16 de finale du championnat de France Fédérale 1.
- 2003 : 1/8 de finale du championnat de France Fédérale 1.
- 2004 : 1/16 de finale du championnat de France Fédérale 1.
- 2005 : 1/4 de finale du championnat de France Fédérale 1.
- 2006 : 1/4 de finale du Trophée Jean Prat (Fédérale 1).
- 2007 : Qualifié pour le Trophée Jean Prat (Fédérale 1).
- 2008 : Barrage de la phase finale du Trophée Jean Prat (Fédérale 1).
- 2010 : Descente en Fédérale 2.
- 2018 : Champion de Fédérale 2 et montée en Fédérale 1.

À l'intersaison 2014, les clubs de l'Avenir sportif de Bédarrides et du Rugby Châteauneuf-du-Pape Sorgues Rhône Ouvèze se rapprochent,. Alors que les deux clubs se regroupent sous la licence fédérale du premier, les dirigeants de Sorgues choisissent de ne pas prendre part à la fusion, ; ils récupèrent la licence fédérale du second, changeant de nom pour Rugby Club Sorgues Rhône Ouvèze. Néanmoins, la nouvelle entité de Bédarrides et de Châteauneuf-du-Pape n'est pas enregistrée auprès de la FFR comme un nouveau club, et est dorénavant nommée en tant que Avenir sportif de Bédarrides Châteauneuf-du-Pape. Pour la première saison, elle dispute la majorité de ses matchs au stade des Verdeaux à Bédarrides, tandis que trois sont organisés au stade Louis-Trintignant à Châteauneuf-du-Pape.
En remportant les huitièmes de finale en 2017-2018, les Vauclusiens décrochent leur accession en Fédérale 1. Un mois plus tard, le club est sacré champion de Fédérale 2, ce qui constitue le premier titre de l'équipe première en quatre saisons depuis l'union entre Bédarrides et Châteauneuf-du-Pape.
En 2022, le club est promu dans le nouveau championnat de Nationale 2.
Quatrième de sa poule, il élimine le CA Lannemezan en barrage avant d'échouer contre Périgueux en quart de finale aller-retour.
En 2025, après 3 saisons en Nationale 2, le club est administrativement relégué en fédérale 1 pour la saison 2025-2026.

## Joueurs

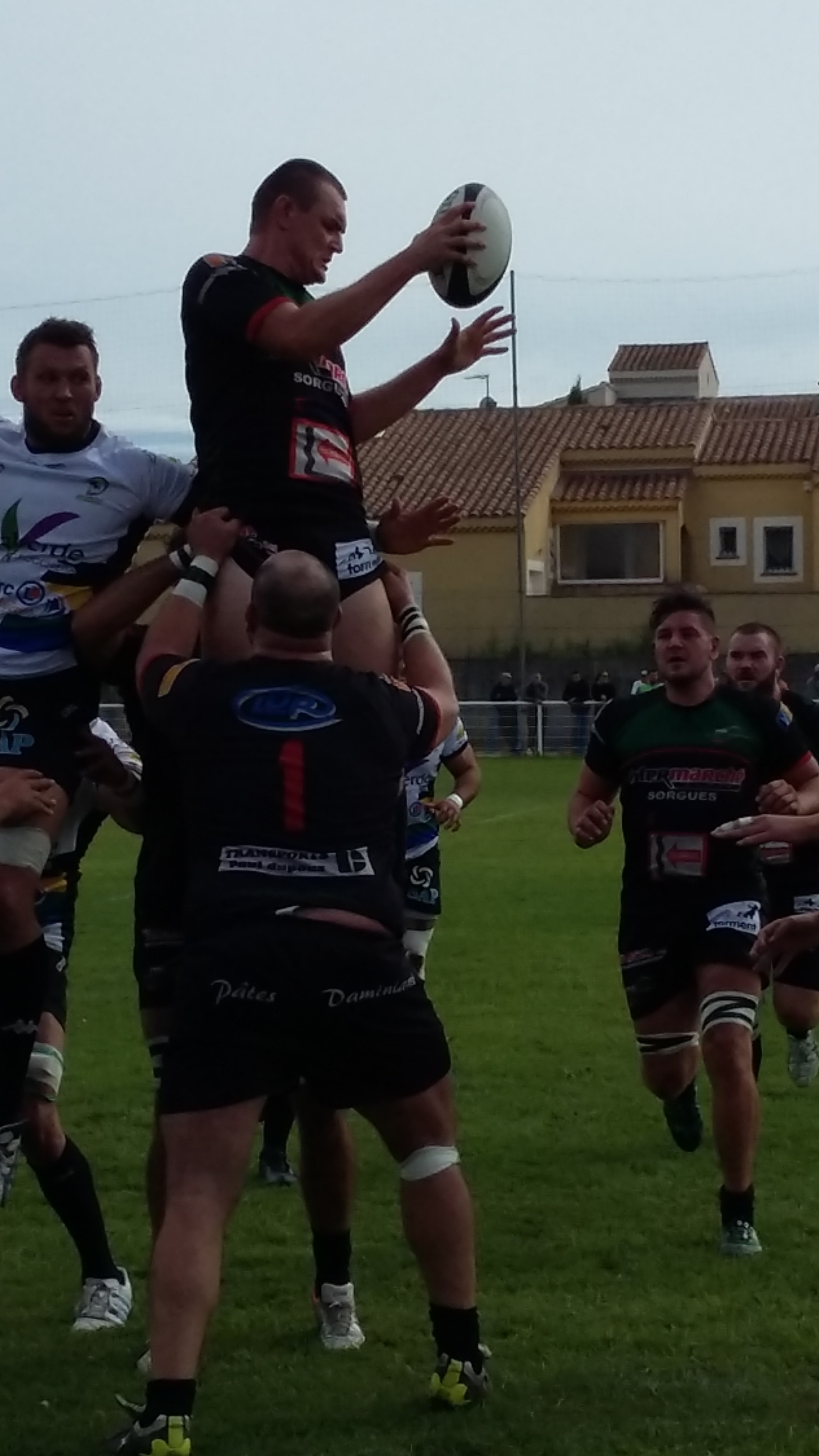
Rencontre entre l'AS et le RC Hyères-Carqueiranne-La Crau le 18 9 2016.

- Piliers : Langlade, Didier, Shérif, Vergnes, Bladi.
- Talonneurs : Marquis, Agro
- Deuxièmes ligne : Carrier, Vaitkevičius
- Troisièmes ligne : Havelu, B. Mortelette, Barneron, Carbonnel, Martin
- Demis de mêlée : Lombarteix, Chabanne
- Demis d'ouverture : Roche, Chourreau
- Centres : Labbi, Fantozzi, Boghossian, M. Mortelette
- Ailiers : Chouchane, Daminiani, Brana
- Arrières : Franquine, Rezgui

## Palmarès
- Finaliste du championnat de France de deuxième série : 1936
- Champion de France de Promotion (Coupe Brochard) : 1948
- Champion de Provence de troisième série : 1930 à 1933
- Vainqueur du challenge de l'Espérance : 2000
- Finaliste du championnat de France de Fédérale B : 2015
- Champion de France de Fédérale 2 : 2018

## Identité visuelle

### Couleurs et maillots
Alors que l'Avenir sportif de Bédarrides Châteauneuf-du-Pape adopte sa nouvelle identité, le club évolue sous les couleurs verte, noire et rouge.

### Historique du logo

Logo depuis 2014.